# Sadhya (comida)

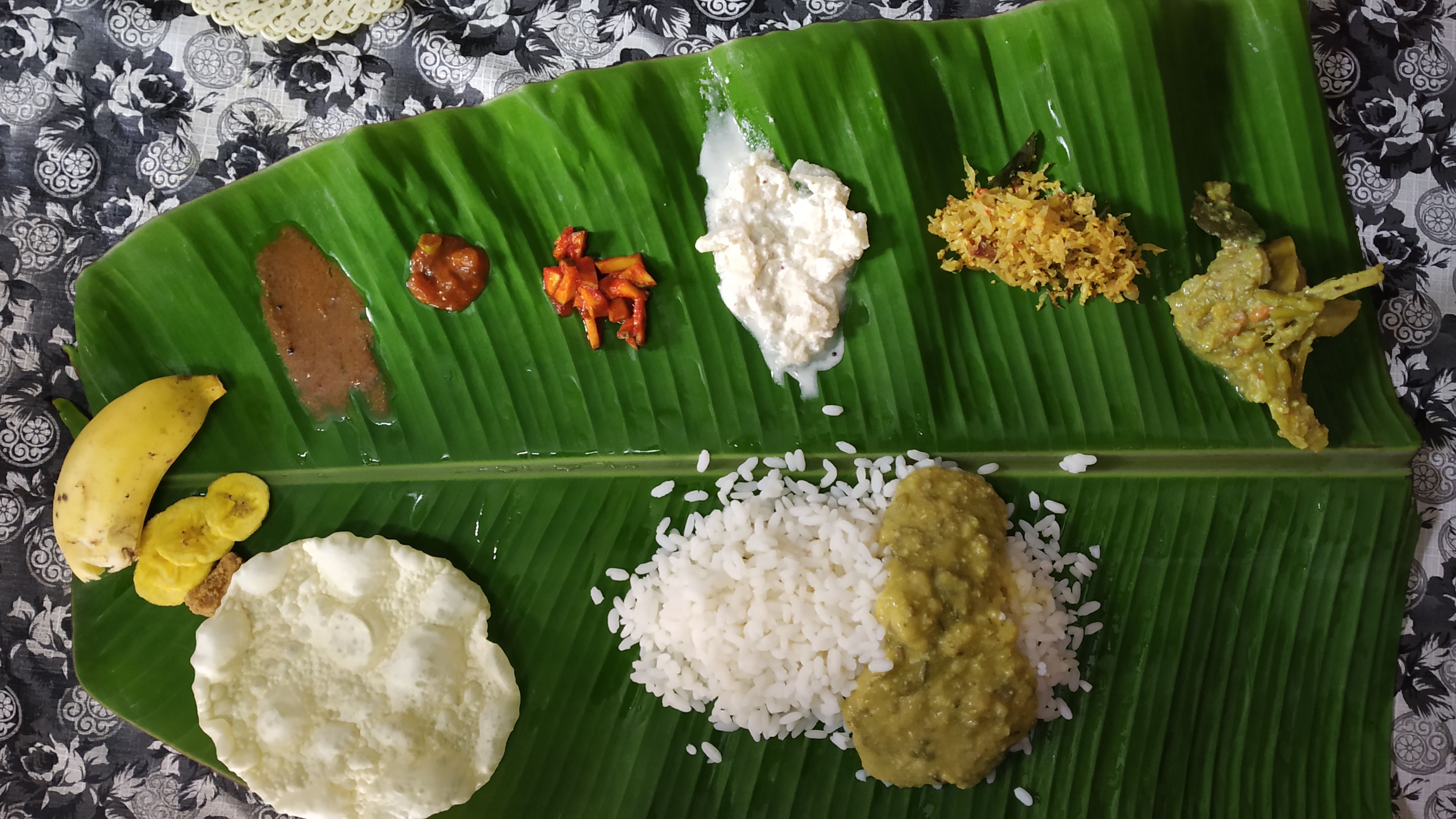
Tradicional Kerala Sadya

La sadhya (en escritura malabar, സദ്യ) es un banquete culinario tradicional de la región india de Kerala, y es de gran importancia para el pueblo malayali; consiste en una vasta variedad de preparaciones, casi siempre vegetarianas, que se sirven a la hora del almuerzo tradicionalmente sobre hojas de banana. En lengua malabar, sadhya quiere decir «banquete», por lo que el término se refiere tanto a la celebración como al conjunto de platos. La sadhya se sirve típicamente durante el Onam, un festival hindú keralita.

## Visión general

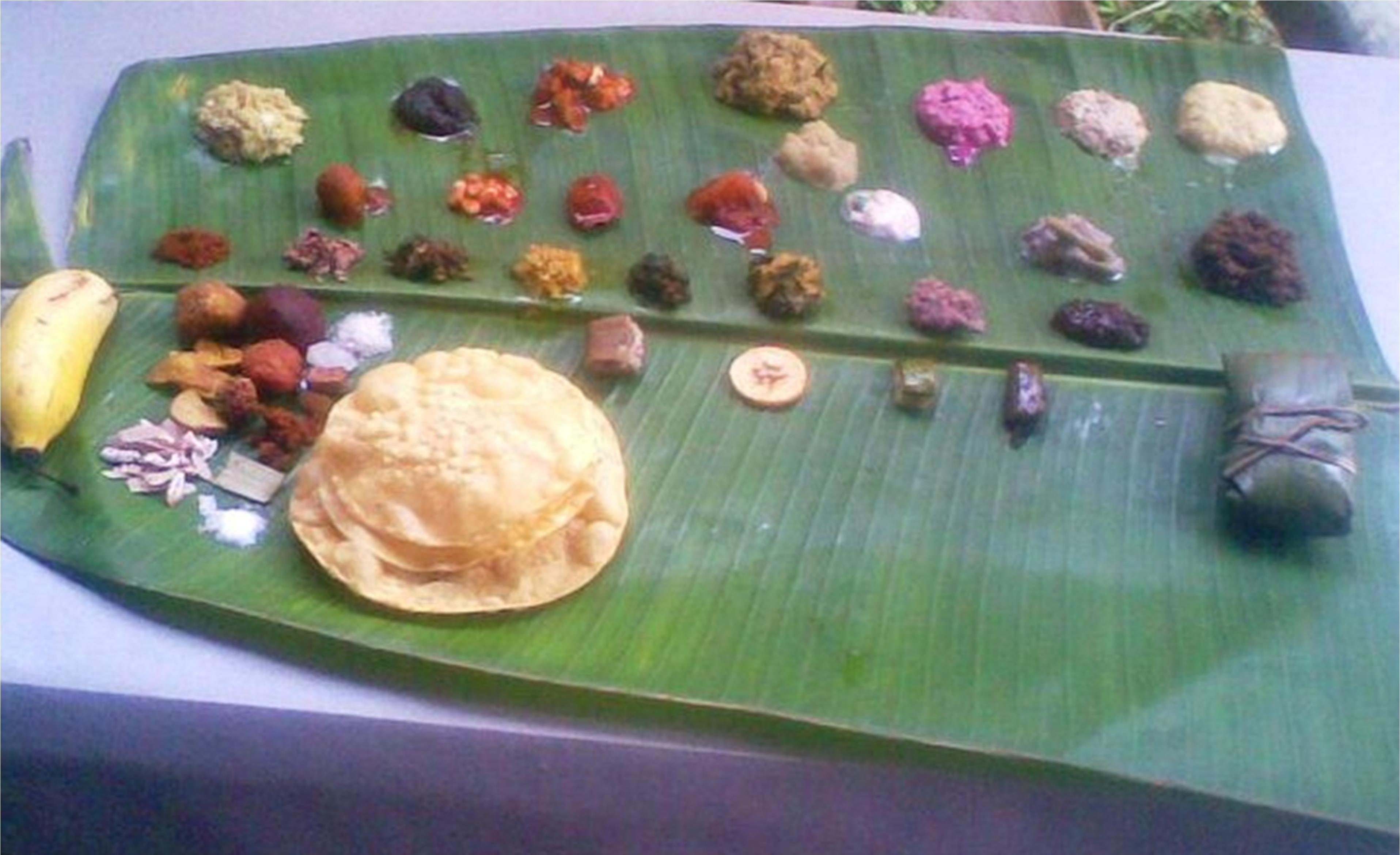
Una vala sadhya.

Una sadhya tradicional puede estar conformada por entre 24 y 28 platos servidos en un solo tiempo. En ciertos casos el número puede aumentarse hasta 64 o incluso más (llamadas valla sadhya), como es el caso de la sadhya servida durante el Aranmula Boat Race, una importante regata sobre el río Pamba ocurrida durante el Onam. La sadhya se consume con cierto sentido ceremonial, pues según el rito la sadhya debe estar precedida y sucedida por vanchippatu, unas canciones tradicionales de regata. Durante esta sadhya, es socialmente aceptado que los invitados soliciten preparaciones concretas, las cuales el anfitrión debe poder ofrecer. Éstas deben estar preparadas por cocineros determinados para poder considerarse como una valla sadhya, ya que su «pureza» física y espiritual es importante. Durante una celebración tradicional de una sadhya, las personas se sientan con las piernas cruzadas sobre esteras. La comida se come con la mano derecha, sin cubiertos, juntando los dedos y curvándolos a modo de cucharón.
El plato principal es arroz blanco (simplemente hervido), servido junto con otros platos colectivamente llamados kootan (കൂട്ടാന്‍) que incluye algunos currys como parippu, sambar, rasam, pulisseri y otros como kaalan, avial, thoran, olan, pachadi, kichadi, koottukari, erissery, mango confitado, pulinji, limas encurtidas (naranga achaar), así como papadam, frituras de banana, sharkara upperi, banana, cuajada y suero de mantequilla. El suero de mantequilla generalmente se sirve al final de la comida. Los postres tradicionales son payasam (arroz con leche) que se sirven al final de la comida y los hay de muchos tipos, generalmente sirviéndose tres o más. Algunas de las variedades son paal ada, ada pradhaman, paripu pradhaman, chakkapradhaman... etc. Los kootan están hechos con diferentes vegetales y aportan diferentes sabores; Algunos dicen que la razón para incluir tantos platos en la sadhya es asegurarse de que a los comensales les gusten al menos alguno de los platos.

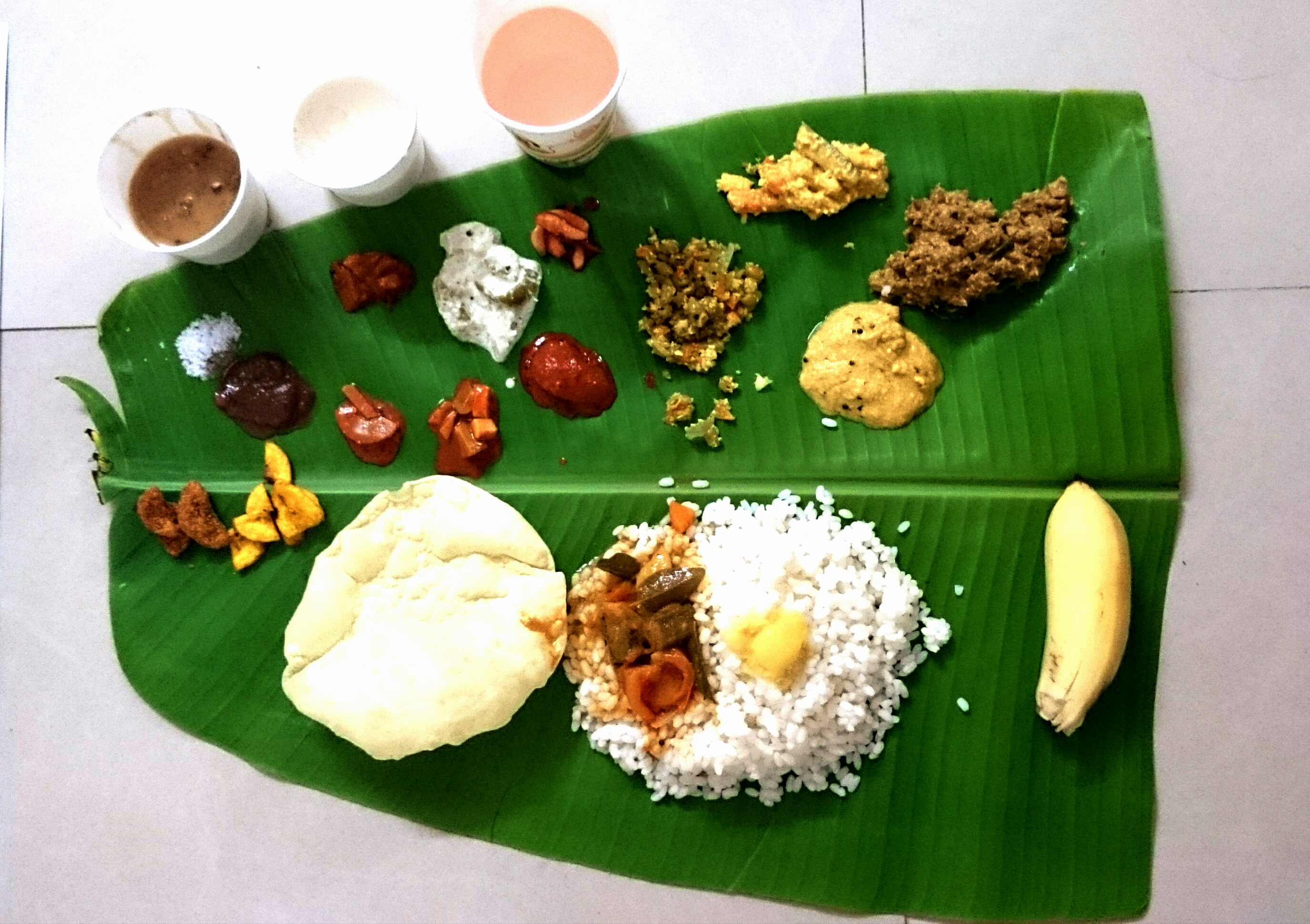
Sadhya servida para el Onam.

Las bananas se sirven una posición específica sobre la hoja de banana, en un orden particular. Por ejemplo, los encurtidos se sirven en la esquina superior izquierda, mientras que la banana en la esquina inferior izquierda, lo que ayuda a los camareros a fácilmente identificar y ofrecer porciones extra. Los ingredientes más comunes en todos los platos son el arroz, las verduras, el coco y el aceite de coco, ya que todos ellos abundan en Kerala. La leche de coco se usa en algunos platos y el aceite de coco se usa tanto para freír como de ingrediente.
Hay variaciones en el menú según el lugar y la comunidad religiosa. Algunas comunidades, especialmente aquellas en la parte norte de Kerala, incluyen platos no vegetarianos en la sadhya. Aunque la costumbre era usar verduras tradicionales y de temporada autóctonas de Kerala o la costa suroeste de la India, se ha convertido en una práctica común incluir vegetales como zanahorias, piñas y alubias (frijoles) en los platos. Tradicionalmente la sadhya no incluye cebolla ni ajo. Convencionalmente, la comida puede ser seguida por un vettila murukkan (vettila, «betel»; murukkan, «envoltura»; «envuelto en hoja de betel»), masticando la hoja de betel, con lima y nuez de areca en su interior. Esto ayuda a digerir la comida y limpiar el paladar.

## Preparaciones

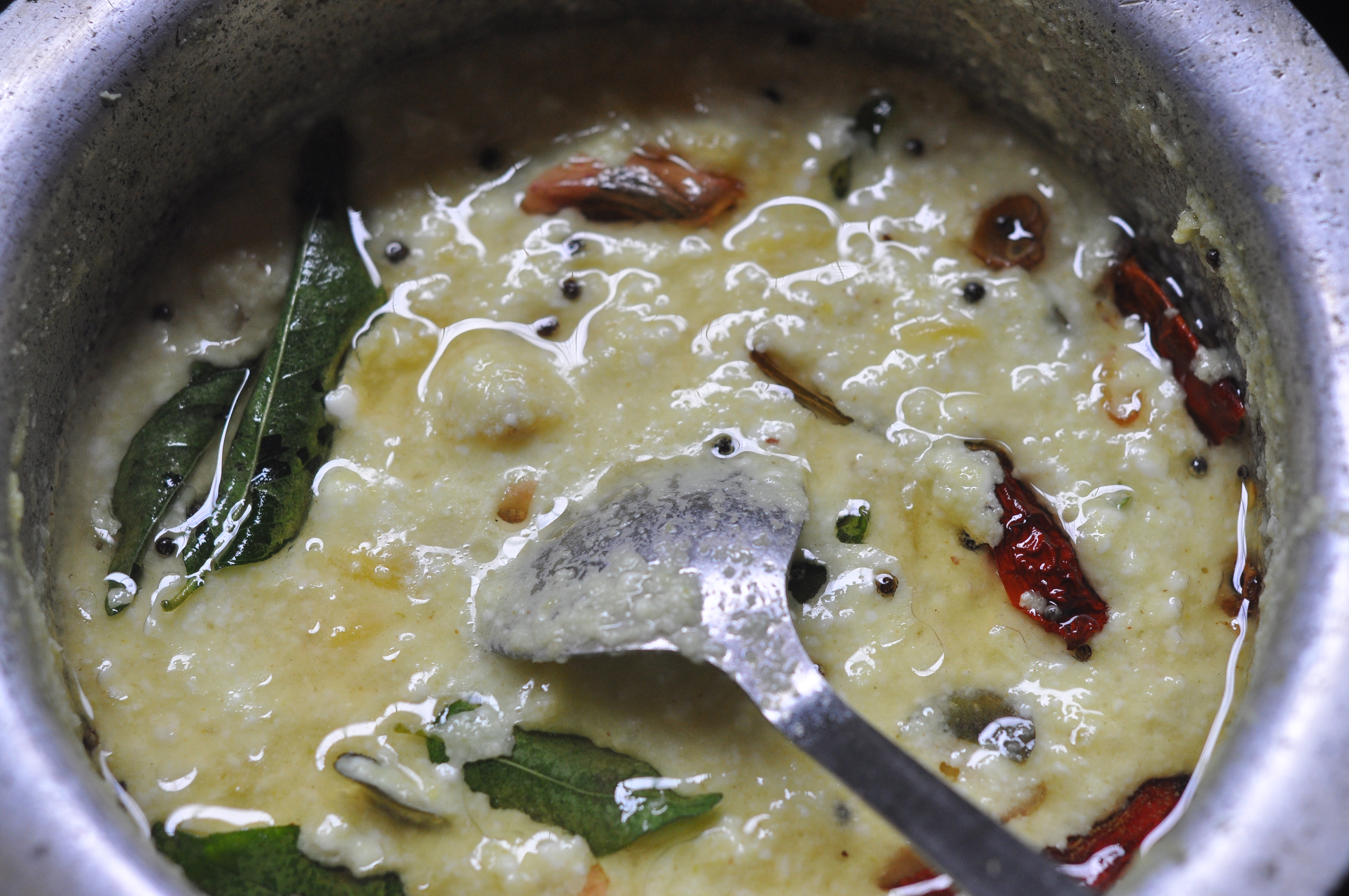
Preparación de un pachadi, generalmente considerado parte de la sadhya.

La sadhya generalmente se sirve para el almuerzo, aunque también se sirve una versión más ligera para la cena. Los preparativos comienzan la noche anterior y los platos se preparan antes de las diez de la mañana del día de la celebración. En muchas ocasiones, la sadhya se sirve en las mesas, ya que a la gente le resulta cada vez menos cómodo sentarse en el suelo. El abastecimiento de porciones de comida para la sadhya es un proceso elaborado y cuidadoso para garantizar la calidad. El encendido del fuego para preparar el sadhya se realiza después de una oración a Agni y la primera porción se ofrece en una hoja de plátano frente a un nilavilallku encendido como ofrenda al dios.
Tradicionalmente, la gente del barrio pasaba la noche ayudando a los cocineros. También se ofrecen como voluntarios para servir la comida de los anfitriones a los invitados. Esto implica una buena cantidad de interacción social que ayuda a construir una buena relación entre vecinos.
La sadhya se sirve en pankthi (sánscrito) o panthi (malayalam) - es decir, en 'filas' o 'rondas' donde grupos de personas se sirven en filas sentadas, en el suelo antes, ahora en bancos y mesas comunales. Puede haber muchos pankti según el tamaño total de la multitud y la capacidad del lugar. Los anfitriones normalmente se sientan solo durante el último pankti. El anfitrión comerá al final y recorrerá cada pankti / panti para saludar a los invitados y asegurarse de que estén satisfechos.
En una sadhya, las comidas se sirven en una hoja de plátano. La hoja se dobla y se cierra una vez terminada la comida. En algunos casos, cerrar la hoja hacia dentro indica satisfacción con lo comido, mientras que doblarla hacia afuera significa que la comida debería mejorarse. Sin embargo, la dirección en la que se pliega la hoja puede tener diferentes significados en varias partes de la India.
La sadhya del centro de la región de Travancore es conocida por ser la más disciplinada y ligada a la tradición. Por lo general, se sigue un orden al servir los platos, comenzando primero con las frituras y los encurtidos. Sin embargo, en varias partes de Kerala se adoptan diferentes estilos y enfoques para preparar y servir los platos, según las preferencias locales.

## Ingredientes típicos
Entre los ingredientes y preparados típicos de una buena sadhya están:

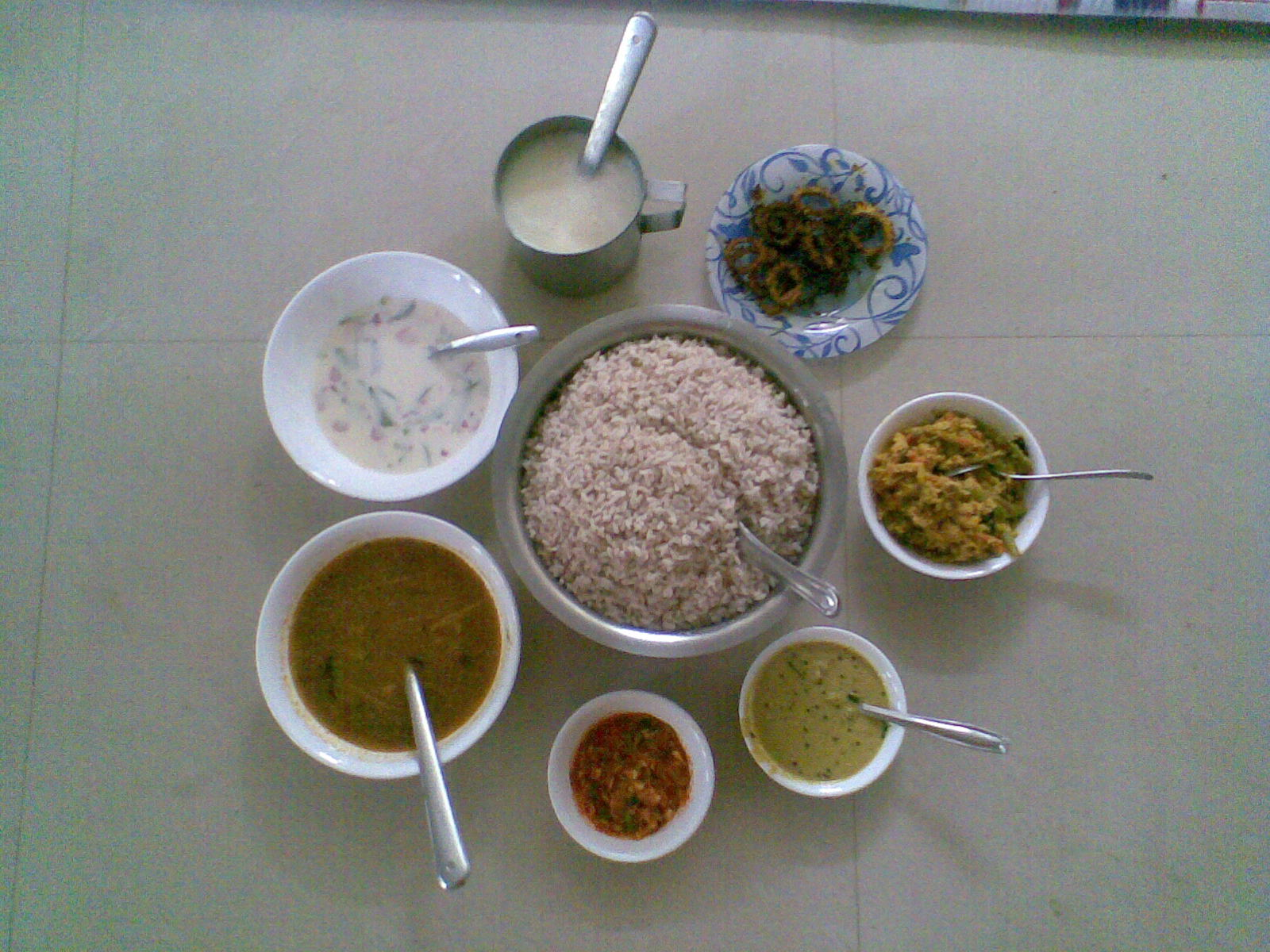
Preparaciones de la sadhya listas para ser servidas. Dextrógiro: paayasam (en taza metálica), thoran de cundeamor, avial, kaalan, limas encurtidas, sambar, suero de mantequilla y arroz blanco (en el centro).

- El arroz es el elemento principal de un sadhya. Siempre se usa arroz rojo de Kerala (un arroz semipulido, rojizo y vaporizado).[13][15][16]
- El parippu, un plato de lentejas al curry espeso que se come con arroz, papadum y ghee.
- El sambar es una salsa espesa hecha de lentejas, tamarindo, verduras como moringa, tomate... etc., y aromatizada con asafétida.
- El rasam es una preparación aguada a base de tamarindo, tomates y especias como pimienta negra, asafétida, cilantro, ají...etc. Tiene un sabor muy picante y ayuda a la digestión. Sin embargo, en algunas regiones, el rasam no forma parte de la sadhya.
- El avial, una densa mezcla de verduras con coco, sazonado con hojas de curry y aceite de coco.[7]
- El kaalan, hecho de cuajada, coco y cualquier otro vegetal como plátanos nendran o tubérculos tipo el ñame. Tiene una textura muy espesa y más ácido y, por lo general, puede durar más tiempo debido al menor contenido de agua..[14]
- El olan es un plato ligero, preparado con calabaza blanca o guisantes negros, leche de coco y jengibre sazonado con aceite de coco..
- El koottukari, para el cual se cuecen verduras como el plátano verde o el ñame, acompañado con garbanzos, coco y pimienta negra.[17]
- El erissery es un curry espeso hecho de calabaza, frijoles de ojonegro y coco.[18][19]
- El pachadi, un curry agrio hecho de cuajada y generalmente pepino o calabaza de ceniza en rodajas cocido en coco molido con semillas de mostaza y sazonado con semillas de mostaza salteadas y hojas de curry.[20] En Tamil Nadu, este plato se conoce como Pachadi. Es algo similar a un Raita.
  - Pachadi dulce, hecha con piña, calabaza o uvas en cuajada. La salsa masala se compone de coco molido con semillas de comino y chiles verdes. Debido a su dulzura, también se le llama curry madhura (dulce) en algunos lugares.
- El pulisseri es un curry ácido y amarillento elaborado con yogur y pepino ligeramente agrios.[8] Una variante dulce llamada mambazha puliseri reemplaza el pepino por una combinación de mangos maduros y azúcar moreno.
- El injipuli, un dulce confitado hecho de jengibre, tamarindo, chiles verdes y jaggery, también llamado puli-inji.[21]
- El thoran, un plato de verduras salteadas como guisantes, judías verdes (ejotes), yaca fresca, zanahorias o col, generalmente con coco rallado.
- El achaar, encurtidos picantes de mango, limón o lima (narangakari) entre otros.[3][22]
- El pappadam, elaborado con harina de lentejas, es crujiente y se puede comer como aperitivo.
- El sharkara upperi, chips de plátano con jaggery
- El kaaya varuthathu, chips de plátano
- Frecuentemente se sirven plátanos maduros en la sadhya para comerlos con el postre, el payasam.
- El sambharam, también conocido como moru, una bebida hecha de suero de mantequilla con chile verde, jengibre, sal y hojas de curry, y se bebe para mejorar la digestión y generalmente se sirve cerca del final de la comida..

Estas guarniciones son seguidas por postres como el prathaman y payasams. Los ingredientes de colocan en un estricto orden sobre la hoja de plátano. El valla sadhya de Aranmula es el más célebre con más de 64 platos que se sirven de forma tradicional.

## Prathaman
El prathaman es un plato dulce en forma de líquido espeso; similar al payasam, pero con más ingredientes y de preparación más elaborada. Se hace con azúcar blanco o azúcar moreno al que se le añade leche de coco. La principal diferencia entre el prathaman y el payasam es que el primero usa leche de coco, mientras que las versiones líquidas de payasam usan leche de vaca.
- Palada prathaman está hecho de copos de arroz cocido, leche y azúcar.[24]
- Pazha prathaman está hecho de variedad nendra (plátano verde) cocinado en azúcar moreno y leche de coco.[25][26]
- Gothambu prathaman está hecho de trigo roto.[5]
- Parippu prathaman está hecho de mungo.[27]
- Chakka prathaman está hecho de yaca.[28]
- Kadala prathaman está hecho de frijol negro.[29]

## Ingredientes
Ingredientes comunes que se pueden encontrar en la sadhya:
- Ñame (chena)
- Taro (chembu)
- Asafétida (kayam)
- Calabaza blanca (kumbalanga)
- Banana (vaazhakka/pazham)
- Garbanzo (mani kadala kadalakka)
- Cundeamor (kaippakka pavakka)
- Frijol negro (uzhunnu)
- Col (muttagoosu)
- Cardamomo (elakkaya)
- Cayú (kashuvandi paruppu)
- Chile verde (pacha mulaku)
- Pimienta (kurumulagu)
- Cúrcuma (manjal)
- Coco (nalikeram o thenga)
- Aceite de coco (velichenna)
- Cilantro (malli o kothumalli)
- Dátiles (eenthappazham o kayakka)
- Frijol de ojo negro (van payar)
- Comino (jeeragam)
- Moringa (muringakkaya)
- Berenjena (brinjal vazhuthinanga)
- Fenogreco (uluva)
- Hinojo (perinjeeragam)
- Mungo (cherupayar)
- Ajo (veluthulli)
- Ghee (nei)
- Mantequilla (venna)
- Queso (paalkkatty)
- Jengibre (inji)
- Aceite de cacahuete (kadalayenna)
- Yaca (chakkha)
- Mango (manga)
- Limón (cherunarrenga)
- Naranja (madhuranarrenga)
- Grosella india (nellikka)
- Yágueri (sarkara vellam)
- Leche de vaca (paal)
- Ocras (vendakka)
- Cebolla (ulli)
- Chalotas (cheriya ulli o chuvanna ulli)
- Pimienta negra (kuru mulaku)
- Guisantes (payar)
- Piña (kaitha chakka)
- Plátano macho (nendrakka)
- Patata (urulakkizhangu)
- Calabaza (matthan)
- Pasas (unakka mundiri)
- Espinacas (cheera)
- Chile en polvo (mulaku podi)
- Cúrcuma en polvo (manjal podi)
- Aceite de sésamo (ellenna o nallenna)
- Azúcar (panchasara)
- Tamarindo (puli)
- Tomate (thakkaali)
- Yuca (kappa, kolli, pula, o chini)
- Aceite (enna)
- Sal (uppu)